# Björn Tyrner
Björn Tyrner (* 15. November 1984 in Wien) ist ein österreichischer Medienberater und ehemaliger Handballspieler.
Der 1,80 Meter große und 80 Kilogramm schwere linke Außenspieler stand bis zu seinem Karriereende im Juni 2011 beim Verein A1 Bregenz unter Vertrag. Zuvor spielte er bei West Wien und den Aon Fivers Margareten in Wien.
Mit Wien spielte er im Europapokal der Pokalsieger (2007) und dem EHF-Pokal (2006, 2008) und mit Bregenz im EHF-Pokal (2010) und der EHF Champions League (2009, 2010).
Er stand im Aufgebot der österreichischen Nationalmannschaft, für die er 31 Länderspiele bestritt.
An der Fernuniversität Düsseldorf studierte er Sportmanagement und war nach seinem frühen Karriereende als Medienberater beim Liechtensteiner Volksblatt tätig. 